# Гладна-Ромине
Гладна-Ромине (рум. Gladna Română) — село у повіті Тіміш в Румунії. Входить до складу комуни Фирдя.
Село розташоване на відстані 336 км на північний захід від Бухареста, 77 км на схід від Тімішоари.

## Населення
За даними перепису населення 2002 року у селі проживали 382 особи, усі — румуни. Усі жителі села рідною мовою назвали румунську.